# Sigd
El Sigd és una festivitat de la comunitat Beta Israel, els jueus d'Etiòpia, commemora l'entrega de la Torà al profeta Moisès al Mont Sinaí, se celebra el dia 29 del mes de Heixvan, 50 dies, (7 setmanes), després de Yom Kippur.
Durant la festivitat, els membres de la comunitat Beta Israel preguen per la reconstrucció del Temple, fan un dejuni, reciten Salms, s'apleguen a Jerusalem, i donen gràcies a Adonai pel seu retorn a la Terra d'Israel.
Al Juliol de l'any 2008, la Kenésset va reconèixer el Sigd com una de les festivitats de l'Estat d'Israel.